# Сујуг (Бихор)
Сујуг (рум. Suiug) насеље је у Румунији у округу Бихор у општини Абрам. Oпштина се налази на надморској висини од 149 m.

## Становништво
Према подацима из 2002. године у насељу је живело 507 становника.

### Попис2002.
| Расподела становништва по националности 2002.‍ | Расподела становништва по националности 2002.‍ | Расподела становништва по националности 2002.‍ | Расподела становништва по националности 2002.‍ | Расподела становништва по националности 2002.‍ |
| --------------------------------------------- | --------------------------------------------- | --------------------------------------------- | --------------------------------------------- | --------------------------------------------- |
|                                               |                                               |                                               |                                               |                                               |
| Румуни                                        | Румуни                                        |                                               | 464                                           | 91,7%                                         |
| Мађари                                        | Мађари                                        |                                               | 7                                             | 1,4%                                          |
| Роми                                          | Роми                                          |                                               | 35                                            | 6,9%                                          |